# False Bay (Livingston-Insel)
Die False Bay (englisch für Falsche Bucht, in Argentinien und Chile gleichbedeutend Bahía Falsa) ist eine Bucht an der Südküste der Livingston-Insel im Archipel der Südlichen Shetlandinseln. Ihre Einfahrt wird durch den Barnard Point und das Miers Bluff markiert.
Der US-amerikanische Seefahrer Nathaniel Palmer fuhr im November 1820 in dichtem Nebel in diese Bucht in der irrtümlichen Annahme, es handelte sich um die benachbarte South Bay. Diese Begebenheit gab der Bucht ihren Namen.